# Estadio Sixto Escobar
El Estadio Sixto Escobar es un estadio de uso múltiple usado mayormente para el fútbol ubicado en San Juan, Puerto Rico.

## Historia
El estadio fue construido el 12 de noviembre de 1935 y en sus primeros años fue utilizado por los Cincinnati Reds de la MLB para su entrenamiento de primavera antes de la temporada en 1935 y 1936.
En abril de 1938 la Asamblea Nacional de Puerto Rico votó para que el estadio se llamara Estadio Sixto Escobar en homenaje a Sixto Escobar, el primer campeón mundial de boxeo de Puerto Rico y una estatua del boxeador fue colocada en la entrada del estadio.
En los años 1960 fue sede de los Miami Marlins de las Ligas Menores de béisbol de Estados Unidos, pero por la poca asistencia a los partidos se mudaron a Charleston, West Virginia, así como también fue la sede de los Cangrejeros de Santurce en 1961 hasta que se mudaron al Estadio Hiram Bithorn construido un año después.
En 1979 fue utilizado para los Juegos Panamericanos de 1979 organizados por Puerto Rico. A inicios del siglo XXI fue sede de seis partidos de la Copa de Puerto Rico, y también ha funcionado como sede de la selección nacional de fútbol en la eliminatoria hacia corea y Japón 2000.
En 2011 tuvo su primera remodelación para ser la sede del River Plate Puerto Rico.